# ريتشارد كورتوا
ريتشارد كورتوا (و. 1806 – 1835 م) هو عالم نبات، ومستكشف بلجيكي، ولد في فيرفييتوا، كان عضوًا في الأكاديمية الألمانية للعلوم ليوبولدينا، توفي في لييج، عن عمر يناهز 29 عاماً.